# Città dell'Albania
Questo è un elenco di città e paesi della Repubblica d'Albania in ordine alfabetico, suddivisi per comune o contea, secondo i criteri utilizzati dall'Istituto di Statistica albanese (INSTAT). L'istituto classifica gli insediamenti in Albania in aree urbane e rurali. Fino al 2014, c'erano 74 città classificate come aree urbane e 2.972 villaggi come aree rurali.
La legislazione del paese non prevede alcuna classificazione sui criteri riguardanti la definizione di una città o area urbana in Albania. Tuttavia, secondo la metodologia per le città condotta dall'Organizzazione per la cooperazione e lo sviluppo economico (OCSE), cinque aree, tra cui Tirana, Durazzo, Elbasan, Scutari e Valona, possono essere classificate come città di audit urbano.
Le città e i paesi in Albania appartengono alle seguenti fasce dimensionali in termini di numero di abitanti:
- 1 città con più di 250.000 abitanti: Tirana
- 7 città tra i 50.000 e i 250.000 abitanti: Durazzo, Fier, Elbasan, Kamëz, Coriza, Scutari e Valona
- 4 città tra i 20.000 e i 50.000: Berat, Lushnjë, Pogradec e Kavajë

## Elenco
| Città                 | Comune         | Prefettura   | Popolazione (2011) | Coordinate geografiche | Nota   |
| --------------------- | -------------- | ------------ | ------------------ | ---------------------- | ------ |
| Alessio               | Alessio        | Alessio      | 15,510             | 41°46′55″N 19°38′40″E  | [ 3 ]  |
| Argirocastro          | Argirocastro   | Argirocastro | 19,836             | 40°05′00″N 20°08′20″E  | [ 4 ]  |
| Bajram Curri          | Tropojë        | Kukës        | 5,340              | 42°21′29″N 20°04′33″E  | [ 5 ]  |
| Bajzë                 | Malësi e Madhe | Scutari      | 2,346              | 42°16′35″N 19°25′56″E  |        |
| Ballsh                | Mallakastër    | Fier         | 7,657              | 40°36′03″N 19°44′11″E  | [ 6 ]  |
| Berat                 | Berat          | Berat        | 36,496             | 40°42′24″N 19°57′08″E  | [ 7 ]  |
| Bilisht               | Devoll         | Coriza       | 6,250              | 40°37′16″N 20°59′17″E  | [ 8 ]  |
| Bulqizë               | Bulqizë        | Dibër        | 8,177              | 41°29′30″N 20°13′19″E  | [ 9 ]  |
| Burrel                | Mat            | Dibër        | 10,862             | 41°36′34″N 20°00′44″E  | [ 9 ]  |
| Cërrik                | Cërrik         | Elbasan      | 6,695              | 41°01′36″N 19°59′21″E  | [ 10 ] |
| Coriza                | Coriza         | Coriza       | 51,152             | 40°36′57″N 20°46′48″E  | [ 11 ] |
| Çorovodë              | Skrapar        | Berat        | 4,051              | 40°30′15″N 20°13′38″E  | [ 7 ]  |
| Delvinë               | Delvinë        | Valona       | 5,754              | 39°57′17″N 20°05′56″E  | [ 12 ] |
| Divjakë               | Divjakë        | Fier         | 8,445              | 40°59′47″N 19°31′57″E  | [ 6 ]  |
| Durazzo               | Durazzo        | Durazzo      | 113,249            | 41°18′40″N 19°26′21″E  | [ 13 ] |
| Elbasan               | Elbasan        | Elbasan      | 78,703             | 41°06′41″N 20°04′49″E  | [ 10 ] |
| Ersekë                | Kolonjë        | Coriza       | 3,746              | 40°20′24″N 20°40′54″E  | [ 8 ]  |
| Fier                  | Fier           | Fier         | 55,845             | 40°43′30″N 19°33′26″E  | [ 6 ]  |
| Fierzë                | Tropojë        | Kukës        | 1,607              | 42°15′47″N 20°01′30″E  | [ 5 ]  |
| Finiq                 | Finiq          | Valona       | 1,333              | 39°54′25″N 20°03′32″E  | [ 12 ] |
| Fushë Arrëz           | Fushë Arrëz    | Scutari      | 2,513              | 42°03′43″N 20°00′59″E  | [ 14 ] |
| Fushë-Krujë           | Kruja          | Durazzo      | 18,477             | 41°28′44″N 19°43′14″E  | [ 13 ] |
| Gramsh                | Gramsh         | Elbasan      | 8,440              | 40°52′10″N 20°11′03″E  | [ 10 ] |
| Himarë                | Himarë         | Valona       | 2,822              | 40°06′10″N 19°44′44″E  | [ 12 ] |
| Kamëz                 | Kamëz          | Tirana       | 66,841             | 41°22′54″N 19°45′37″E  | [ 15 ] |
| Kavajë                | Kavajë         | Tirana       | 20,192             | 41°11′16″N 19°33′29″E  | [ 15 ] |
| Këlcyrë               | Këlcyrë        | Argirocastro | 2,651              | 40°18′32″N 20°10′55″E  | [ 16 ] |
| Klos                  | Klos           | Dibër        | 7,873              | 41°29′58″N 20°05′04″E  | [ 9 ]  |
| Konispol              | Konispol       | Valona       | 2,123              | 39°39′32″N 20°10′53″E  | [ 12 ] |
| Koplik                | Malësi e Madhe | Scutari      | 3,734              | 42°12′49″N 19°26′11″E  | [ 14 ] |
| Krastë                | Bulqizë        | Dibër        | 1,540              | 41°29′30″N 20°13′19″E  | [ 9 ]  |
| Krrabë                | Tirana         | Tirana       | 2,343              | 41°12′58″N 19°58′14″E  | [ 15 ] |
| Kruja                 | Kruja          | Durazzo      | 11,721             | 41°30′50″N 19°47′31″E  | [ 13 ] |
| Krumë                 | Has            | Kukës        | 6,006              | 42°12′00″N 20°25′00″E  | [ 5 ]  |
| Kuçovë                | Kuçovë         | Berat        | 12,654             | 40°48′13″N 19°54′52″E  | [ 7 ]  |
| Kukës                 | Kukës          | Kukës        | 16,719             | 42°04′52″N 20°25′12″E  | [ 5 ]  |
| Kurbnesh              | Mirdizia       | Alessio      | 1,429              | 41°46′48″N 20°04′48″E  | [ 17 ] |
| Laç                   | Kurbin         | Alessio      | 17,086             | 41°38′06″N 19°42′46″E  | [ 17 ] |
| Leskovik              | Kolonjë        | Coriza       | 17,086             | 49°09′00″N 20°36′00″E  | [ 8 ]  |
| Libohovë              | Libohovë       | Argirocastro | 1,992              | 40°01′52″N 20°15′47″E  | [ 16 ] |
| Librazhd              | Librazhd       | Elbasan      | 6,937              | 41°10′46″N 20°18′54″E  | [ 16 ] |
| Lushnjë               | Lushnjë        | Fier         | 31,105             | 40°56′34″N 19°42′18″E  | [ 6 ]  |
| Maliq                 | Maliq          | Coriza       | 4,290              | 40°42′30″N 20°42′00″E  | [ 8 ]  |
| Mamurras              | Kurbin         | Alessio      | 15,284             | 41°34′39″N 19°41′32″E  | [ 17 ] |
| Manëz                 | Durazzo        | Durazzo      | 6,652              | 41°26′00″N 19°35′00″E  | [ 13 ] |
| Memaliaj              | Memaliaj       | Argirocastro | 2,647              | 40°21′00″N 19°59′00″E  | [ 16 ] |
| Milot                 | Kurbin         | Alessio      | 8,461              | 41°41′01″N 19°42′57″E  | [ 17 ] |
| Orikum                | Valona         | Valona       | 5,503              | 40°20′00″N 19°28′00″E  | [ 12 ] |
| Patos                 | Patos          | Fier         | 15,937             | 40°41′00″N 19°37′10″E  | [ 6 ]  |
| Peqin                 | Peqin          | Elbasan      | 6,353              | 41°02′46″N 19°45′04″E  | [ 10 ] |
| Përmet                | Përmet         | Argirocastro | 5,945              | 40°14′01″N 20°21′06″E  | [ 16 ] |
| Peshkopi              | Dibër          | Dibër        | 13,251             | 41°41′10″N 20°25′44″E  | [ 9 ]  |
| Pogradec              | Pogradec       | Coriza       | 20,848             | 40°54′25″N 20°38′53″E  | [ 8 ]  |
| Poliçan               | Poliçan        | Berat        | 4,318              | 40°36′36″N 20°05′56″E  | [ 7 ]  |
| Përrenjas             | Përrenjas      | Elbasan      | 5,847              | 41°04′00″N 20°33′00″E  | [ 10 ] |
| Pukë                  | Pukë           | Scutari      | 3,607              | 42°02′40″N 19°53′59″E  | [ 14 ] |
| Reps                  | Mirdizia       | Alessio      | 1,899              | 41°51′58″N 20°01′33″E  | [ 17 ] |
| Roskovec              | Roskovec       | Fier         | 4,975              | 40°44′16″N 19°42′10″E  | [ 6 ]  |
| Rrëshen               | Mirdizia       | Alessio      | 8,803              | 41°46′03″N 19°52′32″E  | [ 17 ] |
| Rrogozhinë            | Rrogozhinë     | Tirana       | 7,049              | 41°04′35″N 19°39′55″E  | [ 15 ] |
| Rubik                 | Mirdizia       | Alessio      | 4,454              | 41°46′28″N 19°47′10″E  | [ 17 ] |
| San Giovanni di Medua | Alessio        | Alessio      | 8,091              | 41°48′49″N 19°35′38″E  | [ 17 ] |
| Saranda               | Saranda        | Valona       | 17,233             | 39°52′33″N 20°00′40″E  | [ 12 ] |
| Scutari               | Scutari        | Scutari      | 77,075             | 42°04′05″N 19°30′43″E  | [ 14 ] |
| Selenizza             | Selenizza      | Valona       | 2,235              | 40°31′50″N 19°38′09″E  | [ 12 ] |
| Shijak                | Durazzo        | Durazzo      | 7,568              | 41°20′44″N 19°34′01″E  | [ 13 ] |
| Sukth                 | Durazzo        | Durazzo      | 15,966             | 41°22′42″N 19°32′09″E  | [ 13 ] |
| Tepelenë              | Tepelenë       | Argirocastro | 4,342              | 40°17′44″N 20°01′08″E  | [ 16 ] |
| Tirana                | Tirana         | Tirana       | 418,495            | 41°19′39″N 19°49′06″E  | [ 15 ] |
| Ulëz                  | Mat            | Dibër        | 1,229              | 41°41′00″N 19°53′04″E  | [ 9 ]  |
| Ura Vajgurore         | Ura Vajgurore  | Berat        | 7,232              | 40°46′30″N 19°52′30″E  | [ 7 ]  |
| Valona                | Valona         | Valona       | 79,513             | 40°28′14″N 19°29′27″E  | [ 12 ] |
| Vau i Dejës           | Vau i Dejës    | Scutari      | 8,117              | 42°00′00″N 19°38′00″E  | [ 14 ] |
| Vorë                  | Vorë           | Tirana       | 10,901             | 41°23′38″N 19°39′16″E  | [ 15 ] |